# نادره انور
نادره انور (زادهٔ دههٔ ۱۳۱۰ خورشیدی در تهران – درگذشتهٔ ۱۳۹۷)، نخستین زن عکاس حرفه‌ای ایرانی است که در دههٔ ۱۳۳۰ خورشیدی وارد عرصهٔ مطبوعات شد و به عنوان یکی از پیشگامان عکاسی خبری در ایران شناخته می‌شود. او با شکستن مرزهای سنتی حاکم بر جامعهٔ ایران در میانهٔ قرن بیستم، راه را برای حضور زنان در عرصهٔ عکاسی خبری و مستند هموار کرد.

## زندگی‌نامه
نادره انور در خانواده‌ای فرهنگی در تهران متولد شد. علاقهٔ او به عکاسی از نوجوانی شکل گرفت، زمانی که دوربین کوچکی را از پدرش هدیه گرفت و شروع به تجربه‌کردن با آن کرد. در دوره‌ای که عکاسی به‌طور عمده در انحصار مردان بود و حضور زنان در عرصه‌های عمومی با محدودیت‌های جدی روبرو بود، علاقه و پشتکار او در یادگیری فنون عکاسی چشم‌گیر بود.
انور تحصیلات رسمی خود را در رشتهٔ عکاسی در خارج از ایران ادامه داد. او مدتی در آلمان به تحصیل پرداخت و با فنون مدرن چاپ و نورپردازی آشنا شد. بازگشت او به ایران در اوایل دههٔ ۱۳۳۰ خورشیدی با آغاز دوران جدیدی در مطبوعات همراه شد.

### فعالیت حرفه‌ای
نادره انور در بازگشت به ایران به همراه همسرش به مدت دو سال در زمینه عکاسی تاریخی، قطعات موزه‌ای، اشیای باستانی و طبیعت به فعالیت پرداختند. پس از دو سال از همسر آلمانی خود جدا شد و به استخدام شرکت ملی نفت ایران درآمد و به عنوان کارمند روابط عمومی به عکاسی از مناطق نفت خیز کشور مشغول شد. در کنار این فعالیت‌ها نادره انور به عکاسی از طبیعت و پرتره نیز سرگرم بود. او به تدریج با نوآوری‌های متعدد شیوه‌های مختلفی برای عکاسی عرضه کرد. برای اولین بار چاپ تابلو ترنس پرنسی که حاصل عکاسی از مجتمع‌های صنعتی بزرگ بود توسط انور به شرکت کداک سفارش داده شد. این تابلو سی متری و رنگی در نخستین نمایشگاه بین‌المللی به معرض نمایش گذاشته شد.
نادره انور فعالیت حرفه‌ای خود را در مؤسسهٔ کیهان آغاز کرد و به‌زودی به عنوان عکاس خبری در روزنامهٔ کیهان و سپس در مجلهٔ زن روز شناخته شد. عکس‌های او از مراسم رسمی، چهره‌های سیاسی، هنرمندان، و صحنه‌های روزمرهٔ زندگی شهری، جلوه‌ای نو از ایران آن زمان را به مخاطبان عرضه می‌کرد.
او در دوره‌ای فعالیت می‌کرد که عکاسان زن نه تنها نایاب، بلکه گاه ناپذیرفتنی بودند. با این‌حال، انور توانست به صحنه‌هایی دسترسی پیدا کند که برای عکاسان مرد امکان‌پذیر نبود؛ از جمله در محافل زنانه یا فضاهای خصوصی. همین ویژگی، نگاه منحصربه‌فرد او را شکل داد.
در دههٔ ۱۳۴۰ خورشیدی، او با تمرکز بر مسائل زنان، مجموعه‌ای از عکس‌های مستند دربارهٔ زندگی زنان ایرانی تهیه کرد که بعدها به عنوان اسنادی مهم از تاریخ اجتماعی ایران مورد توجه پژوهشگران قرار گرفت.

### نگاه هنری و سبک عکاسی
سبک عکاسی نادره انور را می‌توان تلفیقی از عکاسی مستند اجتماعی و عکاسی خبری دانست. او همواره سعی داشت لحظاتی را ثبت کند که نه تنها بیانگر واقعیت، بلکه حامل احساسی انسانی و نگاهی نقادانه به جامعه باشد.
عکس‌های او سرشار از جزئیات زندگی روزمره، روابط اجتماعی، و دگرگونی‌های فرهنگی و سیاسی ایران در دهه‌های پیش از انقلاب هستند. برخی از عکس‌های مشهور او از چهره‌هایی چون فروغ فرخزاد، تاج‌السلطنه و فخرآفاق پارسا، نه تنها جنبهٔ خبری دارند بلکه از نظر زیبایی‌شناسی نیز درخور توجه‌اند.

### میراث و تأثیر
نادره انور نقشی کلیدی در گشودن راه برای نسل‌های بعدی زنان عکاس در ایران داشت. او الگویی برای زنانی شد که در دهه‌های بعد وارد حرفهٔ عکاسی خبری، مستند، و هنری شدند.
در سال‌های پایانی زندگی‌اش، برخی از آثار او در نمایشگاه‌هایی در تهران و پاریس به نمایش درآمد و از او به عنوان «مادر عکاسی خبری زنان ایران» یاد شد. با این‌که بخشی از آرشیو عکس‌های او در طول سال‌ها از بین رفت، مجموعه‌ای از تصاویر برجای‌مانده، امروز در آرشیوهای خصوصی و معدودی از گالری‌های هنری نگهداری می‌شود.
او در سال ۱۳۹۷ در تهران درگذشت و در سکوت خبری به خاک سپرده شد.